# ام‌وی مکدهو (۱۹۳۰)
ام‌وی مکدهو (۱۹۳۰) (به انگلیسی: MV Macdhui (1930)) یک کشتی بریتانیایی بود.